# مديرية شداء

تعديل مصدري - تعديل

مديرية شداء إحدى مديريات محافظة صعدة في اليمن. بلغ عدد سكانها 62915 نسمة عام 2004. تقع في غرب صعدة.

موقع مديرية شداء في محافظة صعدة